# Jackie Navarro
Jackie-Lee Navarro (født 18. december 1986 i Nørrebro, Danmark)  er en dansk realitydeltager, model og blogger. Hun har siden 2017 været aktuel i TV3's realityserie Forsidefruer. 
Allerede som 14-årig flyttede hun fra Nørrebro, for at prøve modelbranchen af. Hun fik forskellige modeljobs i flere forskellige lande, deriblandt USA.

## Privatliv
Hun har tidligere dannet par med modellen Oliver Bjerrehuus.
Hun dannede privat par med Rasmus S. Møller fra 2018 til 2024, med hvem hun har barnet Chloé Valentina, født 2019. Hun har ligeledes tre børn med sin eksmand Niels Borger Rasmussen.

## Reality-programmer
- Forsidefruer (2017-)
- Til Middag Hos (2019)